# بيلا هيثكوت
بيلا هيثكوت (بالإنجليزية: Bella Heathcote)‏(ولدت في 3 مارس 1988)؛ هي ممثلة أسترالية اشتهرت بدورها أماندا فاولر في مسلسل أسترالي، وشاركت ببطولة في فيلم الظلال الداكنة.

## الأعمال
- الظلال الداكنة
- البروفيسور مارستون و المراجعالمرأة العجيبة

## وصلات خارجية
- بيلا هيثكوت على موقع IMDb (الإنجليزية)
- بيلا هيثكوت على موقع روتن توميتوز (الإنجليزية)
- بيلا هيثكوت على موقع ألو سيني (الفرنسية)
- بيلا هيثكوت على موقع أول موفي (الإنجليزية)
- بيلا هيثكوت على موقع قاعدة بيانات الأفلام السويدية (السويدية)
- بيلا هيثكوت على موقع قاعدة بيانات الفيلم (الإنجليزية)
- بيلا هيثكوت على موقع كينوبويسك (الروسية)